# Краснохвостая дроздовая горихвостка
Краснохвостая дроздовая горихвостка (лат. Neocossyphus rufus) — вид птиц семейства дроздовых. Выделяют два подвида. Распространены в Африке.

## Описание
Краснохвостая дроздовая горихвостка достигает длины 22—25 см и массы от 53 до 80 г. Половой диморфизм не выражен. У взрослых особей номинативного подвида голова и верхняя часть тела серо-коричневого цвета;  хвост ярко-рыжый, за исключением более тёмной пары центральных рулевых перьев. Нижняя часть тела коричневато-коричного цвета с бледным серовато-оливковым горлом. Клюв коричневато-чёрный; ноги от тёмно- до бледно-коричневого или пурпурно-серого цвета. Молодые особи  более тусклые, коричневатого цвета. У подвида N. r. gabonensis более тёмные горло и грудь, грудь с чётким сероватым оттенком.

## Вокализация
Песня состоит из двух чётких высоких ровных свистков, за которыми следует длинная, высокая нисходящая трель «psiiii-piii tsisisisisisrrru». Позывки включают в себя низкое «wruuw»; шипящее нисходящее «psiiiiiuu», иногда сопровождаемое первыми одной или двумя нотами песни; иногда более сложное «tsip-wi-whiiiiiir»; серию коротких трескучих трелей «prrr… prrr» при следовании за колоннами муравьев и при взлете; высокий свист «psiii» при контактах с сородичами, и резкое скрежещущее «treet», и тонкое высокое «tsiim» как сигнал тревоги. 

## Подвиды. распространение и места обитания
Выделяют два подвида:
- Neocossyphus rufus gabunensis Neumann, 1908 — от центра и юга Камеруна и Габона до севера Демократической Республики Конго и запада Уганды
- Neocossyphus rufus rufus (Fischer & Reichenow, 1884) — восток Кении и восток Танзании, включая Занзибар

Естественными местами обитания являются первичные равнинные леса, редко примыкающие к ним старые вторичные леса; номинативный подвид также обитает в приречных и прибрежных лесах; иногда появляется на открытых участках, прилегающие к лесу. Встречается на высоте от уровня моря до 1400 м на уровнем моря; в Уганде — на высотах 700—1400 м; в Кении — ниже 500 м.

## Биология
Краснохвостая дроздовая горихвостка кормится поодиночке, парами или небольшими группами; часто присоединяется к смешанным стаям кормящихся птиц. Иногда следует за колоннами кочевых муравьёв, высматривая добычу, вспугнутую муравьями, с низких насестов; доминирует над всеми мелкими видами птиц.  Питается на земле среди опавших листьев, на низких ветках и пнях, совершая вылазки на землю; также сообщается о вылазках на высоту более 5 м от земли. В состав рациона входят в основном насекомые, такие как кузнечики (Orthoptera), жуки (Coleoptera), перепончатокрылые, гусеницы, но также пауки, мелкие двупарноногие (Diplopoda) и другие наземные членистоногие; иногда встречаются мелкие улитки.
Биология размножения исследована недостаточно. Обнаружено всего три гнезда. Гнездо представляет собой тонкую подушечку из корешков, цветочных стеблей, усиков и/или тонких растительных волокон с некоторым количеством мёртвых листьев и шерсти грызунов. Гнездо располагается на верхушке сломанного пня или на большом сучке  мёртвого дерева, на высоте 1,5 м (пень) или 4—10 м от земли. В кладке два яйца, беловатые с рыжевато-коричневыми пятнами и крапинками; насиживает кладку только самка. Нет информации о периодах насиживания, оперения птенцов и периодах зависимости после вылета из гнезда.